# Campeonato Paraguayo de Fútbol 1970
El Campeonato Paraguayo de Fútbol de 1970 fue la sexagésima edición del campeonato de la Primera División organizado por la Asociación Paraguaya de Fútbol (APF).
Cerro Porteño se consagró campeón por 15.ª ocasión en su historia luego de registrar una notable campaña recordada como el Ciclón 70 arrasa, en la cual disputó 24 encuentros, ganó 16, empató siete y perdió una vez (1-0 ante Guaraní), marcó 38 goles, encajó 12 y sumó 39 unidades.

## Desarrollo
|  | Campeón. |

| Equipo        |
| ------------- |
| Cerro Porteño |
| Guaraní       |

El viernes 16 de octubre de 1970, Cerro Porteño definió el título en el triunfo 3-0 ante River Plate en el estadio General Pablo Rojas.
| 16 de octubre de 1970 | Cerro Porteño                               | 3:0 (2:0) | River Plate | General Pablo Rojas, Asunción                          |                                                        |
| | González 16' · Irala 35' · Arrúa 62' (pen.) | Reporte   |             | Asistencia: 16 147 espectadores Árbitro(s): José Romei | Asistencia: 16 147 espectadores Árbitro(s): José Romei |
| Los jugadores de River Plate abandonaron el encuentro, disconformes con el penal marcado en contra a los 17 minutos del segundo tiempo. |                                             |           |             |                                                        |                                                        |

|            | POR        | Villanueva       |  |
|            | DEF        | Santamaría       |  |
|            | DEF        | Enciso           |  |
|            | DEF        | Gavilán          |  |
|            | DEF        | Mendoza          |  |
|            | MED        | Jacquet          |  |
|            | MED        | Jara Saguier     |  |
|            | MED        | Arrúa            |  |
|            | DEL        | Bareiro          |  |
|            | DEL        | González         |  |
|            | DEL        | Irala            |  |
| Entrenador | Entrenador | Marcos Pavlovsky |  |

|            | POR        | Alvarenga   |  |
|            | DEF        | Rolón       |  |
|            | DEF        | Martínez    |  |
|            | DEF        | Riveros     |  |
|            | DEF        | León        |  |
|            | MED        | Carlyle     |  |
|            | MED        | Huespe      |  |
|            | MED        | Vera        |  |
|            | DEL        | Meza        |  |
|            | DEL        | Fernández   |  |
|            | DEL        | Riveros     |  |
| Entrenador | Entrenador | Desconocido |  |

| Anotado | 16' | González | 1:0 |
| Anotado | 35' | Irala    | 2:0 |
| Anotado | 62' | Arrúa    | 3:0 |

| Luego del tercer gol de Cerro, se hizo evidente el descontento de los jugadores de River Plate con el árbitro José Romei a causa del penal recién sancionado, el cual, de acuerdo a su apreciación, nunca existió. Persistieron las discusiones y poco después, al unísono, se marcharon del encuentro. Tras este hecho, se decretó el abandono de partido y se dio por finalizado el juego, concretándose el campeonato del conjunto local. |

| Árbitro | José Romei |

|            | POR        | Villanueva       |  |
|            | DEF        | Santamaría       |  |
|            | DEF        | Enciso           |  |
|            | DEF        | Gavilán          |  |
|            | DEF        | Mendoza          |  |
|            | MED        | Jacquet          |  |
|            | MED        | Jara Saguier     |  |
|            | MED        | Arrúa            |  |
|            | DEL        | Bareiro          |  |
|            | DEL        | González         |  |
|            | DEL        | Irala            |  |
| Entrenador | Entrenador | Marcos Pavlovsky |  |

|            | POR        | Alvarenga   |  |
|            | DEF        | Rolón       |  |
|            | DEF        | Martínez    |  |
|            | DEF        | Riveros     |  |
|            | DEF        | León        |  |
|            | MED        | Carlyle     |  |
|            | MED        | Huespe      |  |
|            | MED        | Vera        |  |
|            | DEL        | Meza        |  |
|            | DEL        | Fernández   |  |
|            | DEL        | Riveros     |  |
| Entrenador | Entrenador | Desconocido |  |

| Anotado | 16' | González | 1:0 |
| Anotado | 35' | Irala    | 2:0 |
| Anotado | 62' | Arrúa    | 3:0 |

| Luego del tercer gol de Cerro, se hizo evidente el descontento de los jugadores de River Plate con el árbitro José Romei a causa del penal recién sancionado, el cual, de acuerdo a su apreciación, nunca existió. Persistieron las discusiones y poco después, al unísono, se marcharon del encuentro. Tras este hecho, se decretó el abandono de partido y se dio por finalizado el juego, concretándose el campeonato del conjunto local. |

| Árbitro | José Romei |

| Bandera de Paraguay   |
| Campeón Cerro Porteño |
| Décimo quinto título  |

## Premios y distinciones individuales
| Premio        | Jugador             | Nota               |
| ------------- | ------------------- | ------------------ |
| Balón de Oro  | Saturnino Arrúa     | 11 goles anotados  |
| Bota de Oro   | Saturnino Arrúa     | 11 goles anotados  |
| Guante de Oro | Artemio Villanueva  | 12 goles recibidos |
| Revelación    | Carlos Jara Saguier | 19 años de edad    |